# Colonia Emiliano Zapata, Villagrán
Colonia Emiliano Zapata är en ort i Mexiko.   Den ligger i kommunen Villagrán och delstaten Guanajuato, i den centrala delen av landet, 230 km nordväst om huvudstaden Mexico City. Colonia Emiliano Zapata ligger 1 733 meter över havet och antalet invånare är 656.
Terrängen runt Colonia Emiliano Zapata är huvudsakligen platt, men åt sydost är den kuperad. Runt Colonia Emiliano Zapata är det ganska tätbefolkat, med 222 invånare per kvadratkilometer. Närmaste större samhälle är Celaya, 17,3 km öster om Colonia Emiliano Zapata. Trakten runt Colonia Emiliano Zapata består till största delen av jordbruksmark.